# Epikureizmus
Az epikureizmus empirista felfogású filozófia. Epikurosz ógörög filozófus után kapta a nevét. Alapítása i. e. 307-re tehető. A hedonizmus egyik alcsoportjaként tartják számon, bár nézetei nagyban eltérnek attól, amit a hedonista filozófiák általában képviselnek. Az epikuroszi felfogás szerint a legnagyobb öröm a félelemtől való mentesség és a nyugalom, melyeket a tudáson, barátságon és önmegtartóztatáson keresztül lehet elérni. Az aszkézissel határos, erényes és visszafogott életvitelt hirdet, ezzel ellentmondásba kerülve a hedonista filozófiák többségével. Úgy érvel, hogy egy gazdag lakoma boldogtalanságot hozhat, hiszen ráeszmélhetünk, hogy talán nem lesz a jövőben lehetőségünk megismételni. A szexuális kapcsolat növelheti a vágyat, ezzel elégedetlenséget szülve. A politikát, illetve az abban való részvételt mélyen elítéli.